# P-Clorocresol
p-Clorocresol, para-clorocresol ou 4-clorocresol, é um fenol clorado que é usado como antisséptico e conservante. Ele forma cristais incolores, dimorfos a temperatura ambiente e é apenas levemente solúvel em água. Para uso como um desinfectante tal como na lavagem de mão, é comumente dissolvido em álcool etílico em combinação com outros fenóis.  É um alérgeno moderado para pele sensível.